# Epicuri de grege porcus
Epicuri de grege porcus (в перекладі з лат. — «порося зі стада Епікура») — вираз Горація, який він вжив, звертаючись до поета Альбія Тібулла, маючи на увазі під цим виразом себе, натякаючи на те, що йому близька філософія Епікура.

 Хочеш сміятися — відвідай мене: з череди Епікура

Я – гладке порося, що тонку свою шкуру плекає.  

—  Квінт Горацій Флакк. Твори. Послання. 4. До Альбія Тібулла. пер. з латини Андрія Содомори. – Львів: видавництво "Апріорі", 2021, с. 332
Порівняння епікурейців зі свинями було ходовим. Так охрестили їх суворі філософи — стоїки, які тлумачили вчення Епікура, який вважав вищим благом у житті насолоду, лише як заклик до плотських задоволень. Завдяки стоїкам слово «епікуреєць» отримало переважаюче в даний час значення: людина, яка прагне вкусити якомога більше насолод, веде цілком мирне життя, зніжена і добра. Насправді під «насолодою» Епікур, який все життя був хворою людиною, розумів відсутність болю і спокій, який досягається головним життєвим правилом: «Живи непомітно» («Bene qui latuit, bene vixit»), тобто будь осторонь від державних справ, ні в що не втручайся, задовольняйся тим, що маєш, створи навколо себе маленький затишний світ і проводь час в приємному товаристві друзів і близьких. Це була філософія «обивателя, який трошки має, більшого не хоче, нікого не ображає і думає тільки про те, що його хата з краю».